# Myrmica hamulata
Myrmica hamulata is een mierensoort uit de onderfamilie van de Myrmicinae. De wetenschappelijke naam van de soort is voor het eerst geldig gepubliceerd in 1939 door Weber.